# ایلوپریدون
ایلوپریدون(به انگلیسی: Iloperidone) که معمولاً با نام Fanapt شناخته می‌شود و قبلاً با نام Zomaril شناخته می‌شد، یک آنتی‌سایکوتیک آتیپیک برای درمان اسکیزوفرنی است.

## مصارف پزشکی
ایلوپریدون برای درمان اسکیزوفرنی اندیکاسیون دارد. در یک مطالعه در سال ۲۰۱۳ در مقایسه ۱۵ داروی ضد روان پریشی در اثربخشی در درمان علائم اسکیزوفرنی، ایلوپریدون اثربخشی خفیفی را نشان داد. به اندازه لوراسیدون موثر است و ۱۳ تا ۱۵ درصد کمتر از زیپراسیدون، کلرپرومازین و آسناپین موثر است.
به نظر می‌رسد که معمولاً بهتر از دارونما عمل می‌کند.

## عوارض جانبی
بررسی ایمنی و تحمل پذیری ایلوپریدون نشان داده‌است که در دوز ۵ میلی گرم در روز در داوطلبان مرد سالم، دارو نسبتاً خوب تحمل شد، اگرچه افت فشار خون، سرگیجه و خواب آلودگی از عوارض جانبی بسیار شایع با شدت خفیف تا متوسط بودند. مطالعه دوم نشان داد که مصرف همزمان غذا باعث کاهش شدت این اثرات می‌شود. این مطالعه همچنین نشان داد که تجویز مکرر ایلوپریدون می‌تواند اثرات افت فشار خون را کاهش دهد.
دوز تایید شده این دارو ۱۲–۲۴ میلی گرم است نه ۵ میلی گرم، با این حال، ادعاهایی مبنی بر تحمل بهتر آن گزارش شده‌است.

### قطع مصرف
فرمولاری ملی بریتانیا توصیه می‌کند هنگام قطع داروهای ضد روان پریشی، برای جلوگیری از سندرم قطع حاد یا عود سریع، قطع مصرف به صورت تدریجی انجام شود. علائم ترک معمولاً شامل حالت تهوع، استفراغ و از دست دادن اشتها است. علائم دیگر ممکن است شامل بی قراری، افزایش تعریق و مشکلات خواب باشد. به ندرت ممکن است احساس سرگیجه، بی حسی یا دردهای عضلانی وجود داشته باشد. علائم معمولاً پس از مدت کوتاهی برطرف می‌شوند.
شواهد آزمایشی وجود دارد مبنی بر اینکه قطع داروهای ضد روان‌پریشی می‌تواند منجر به روان‌پریشی شود. همچنین ممکن است منجر به عود مجدد بیماری تحت درمان شود. به ندرت ممکن است با قطع دارو، دیسکینزی دیررس رخ دهد.

## همچنین ببینید
- لیدانسرین